# Kinsella Peak
Il Kinsella Peak (in lingua inglese: Picco Kinsella) è un picco roccioso antartico, situato 9 km a ovest del Monte Cowart, nel Neptune Range, che fa parte dei Monti Pensacola in Antartide.
Il picco roccioso è stato mappato dallo United States Geological Survey (USGS) sulla base di rilevazioni e foto aeree scattate dalla U.S. Navy nel periodo 1956-66.
La denominazione è stata assegnata dall'Advisory Committee on Antarctic Names (US-ACAN) in onore di William R. Kinsella, tecnico elettronico in servizio presso la Stazione Ellsworth durante l'inverno 1958.